# Ajron
Ajron, właśc. Michał Dąbal (ur. 9 listopada 1985 w Warszawie) − polski producent muzyczny, reżyser, montażysta i operator filmowy. Znany z działalności w duecie z raperem Małolatem.

## Życiorys
Jest synem operatora filmowego Wita Dąbala. Działalność artystyczną rozpoczął na początku pierwszej dekady XXI w. Początkowo tworzył jako producent hip-hopowy dla wytwórni muzycznej JuNouMi Records. Rozgłos przyniosła mu współpraca z raperem Michałem „Małolatem” Kaplińskim, z którym nagrał album pt. W pogoni za lepszej jakości życiem z 2005. Materiał dotarł do 14. miejsca listy najpopularniejszych płyt w Polsce (OLiS), a promujący go singiel „W tej grze” zajął czwarte miejsce na Szczecińskiej Liście Przebojów Polskiego Radia. Do 2007 roku współpracował z wykonawcami hip-hopowymi, takimi jak: Noon, Pezet, Eldo i Włodi.
Porzuciwszy działalność muzyczną, wyemigrował do Stanów Zjednoczonych, gdzie ukończył American Film Institute Conservatory w Los Angeles. Wyreżyserował, zmontował i wykonał zdjęcia do krótkometrażowego filmu Pralnia (2008), za który otrzymał m.in. nagrodę specjalną jury na Festiwalu Kina Niezależnego „OFF jak gorąco” w Łodzi. Współpracował też jako autor zdjęć teledysków z raperami, m.in. z duetem Łona i Webber oraz zespołem HiFi Banda.

## Dyskografia
Albumy
| Tytuł                                             | Dane dot. albumu                          | Pozycja na liście |
| Tytuł                                             | Dane dot. albumu                          | POL               |
| ------------------------------------------------- | ----------------------------------------- | ----------------- |
| W pogoni za lepszej jakości życiem (oraz Małolat) | - Data: 6 stycznia 2005 - Wydawca: Prosto | 14                |

Notowane utwory
| Tytuł                       | Rok  | Pozycja na liście | Album                              |
| Tytuł                       | Rok  | SLiP              | Album                              |
| --------------------------- | ---- | ----------------- | ---------------------------------- |
| „W tej grze” (oraz Małolat) | 2005 | 4                 | W pogoni za lepszej jakości życiem |

Kompilacje różnych wykonawców
| Album                     | Rok  | Utwór                                                         | Źródło |
| ------------------------- | ---- | ------------------------------------------------------------- | ------ |
| JuNouMi Records EP Vol. 1 | 2002 | 2cztery7, Samuraiz Crew – „Cały czas” (prod. Ajron)           | [ 10 ] |
| JuNouMi Records EP Vol. 2 | 2002 | 2cztery7, Pezet, Lerek – „Pieprzyć szary beton” (prod. Ajron) | [ 11 ] |

## Teledyski
| Utwór                                                   | Rok  | Reżyseria | Album                              | Źródło |
| ------------------------------------------------------- | ---- | --------- | ---------------------------------- | ------ |
| Małolat, Ajron – „Rap z boiska” (gościnnie: Kafar)      | 2004 | Oko/NXL9  | W pogoni za lepszej jakości życiem | [ 12 ] |
| Małolat, Ajron – „W tej grze” (gościnnie: Setka)        | 2005 | —         | W pogoni za lepszej jakości życiem | [ 13 ] |
| Małolat, Ajron – „Przestępcze myśli” (gościnnie: Włodi) | 2005 | —         | W pogoni za lepszej jakości życiem | [ 14 ] |

Autor zdjęć
| Utwór                                              | Rok  | Album            | Źródło |
| -------------------------------------------------- | ---- | ---------------- | ------ |
| Łona, Webber – „Miej wątpliwość”                   | 2007 | Absurd i nonsens | [ 15 ] |
| Berezin – „Vera, chest, pravda” (gościnnie: Sokół) | 2012 | ХМ2012           | [ 16 ] |
| HiFi Banda – „Otwórz oczy”                         | 2013 | —                | [ 17 ] |

## Wybrana filmografia
| Tytuł   | Rok  | Uwagi | Źródło |
| ------- | ---- | --- | ------ |
| Pralnia | 2008 | reżyseria, zdjęcia, montaż, produkcja, scenografia Festiwal Kina Niezależnego „OFF jak gorąco” Nagroda specjalna jury – Złota Lokomotywa za najlepsze zdjęcia Nominacja do Nagrody Polskiego Kina Niezależnego im. Jana Machulskiego Nominacja do Nagrody Konkursu Polskich Filmów Krótkometrażowych | [ 18 ] |